# Улица Дыбенко (Самара)
У́лица Дыбе́нко расположена в Октябрьском и Советском районах Самары. 
Проходит между улицами Революционной и Георгия Ратнера.
Пересекается 3-м проездом и 4-м проездом, улицами Авроры, Ивана Булкина, Уссурийской, Компрессорной, Карбышева, Отважной, Черноморской, Гастелло, Советской Армии, Черногорской, Запорожской.

## Происхождение названия
В 1967 г., в год 50-летия революции Разгрузочная улица была переименована в честь Павла Ефимовича Дыбенко, советского политического и военного деятеля.

## Транспорт
По улице Дыбенко от улицы Советской Армии до улицы Авроры проходит автобус 56.

## Здания и сооружения

### Чётная сторона: 10-124
- № 12Б — Администрация Волжского района Самарской области[2]
- № 12В — Отдел ЗАГС Волжского района Самарской области[3]
- № 24 — школа № 114 (открыта в 1955 г.)[1]
- № 30 — Торгово-развлекательный комплекс «Космопорт»[4]
- № 112 — специальная коррекционная школа-интернат № 17 для слепых и слабовидящих детей

### Нечётная сторона: 5-101
- № 21 — учебный корпус №1 Самарской гуманитарной академии[5]